# OK Liga 2024-25
La OK Liga 2024-25, conocida por motivos de patrocinio como Parlem OK Liga, es la 56.ª edición del torneo de primer nivel del campeonato español de hockey sobre patines en categoría masculina. Estuvo organizado por la Real Federación Española de Patinaje.

## Equipos
| Equipo                 | Localidad                | Pabellón                                                |
| ---------------------- | ------------------------ | ------------------------------------------------------- |
| Fútbol Club Barcelona  | Barcelona                | Palau Blaugrana                                         |
| Hockey Club Liceo      | La Coruña                | Palacio de los Deportes de Riazor                       |
| Club Patí Calafell     | Calafell                 | Pabellón Joan Ortoll                                    |
| Reus Deportiu          | Reus                     | Palacio de Deportes Reus Deportiu                       |
| Club Esportiu Noia     | San Sadurní de Noya      | Pabellón Olímpico del Ateneo                            |
| CE Lleida Llista Blava | Lérida                   | Pabellón 11 de Setembre                                 |
| Igualada Hoquei Club   | Igualada                 | Polideportivo Les Comes                                 |
| P.A.S Alcoy            | Alcoy                    | Polideportivo Municipal Francisco Laporta               |
| Club Hoquei Caldes     | Caldas de Montbui        | La Torre Roja                                           |
| Club Patí Voltregà     | San Hipólito de Voltregá | Pabellón Municipal de Deportes                          |
| Club Patí Vilafranca   | Villafranca del Panadés  | Pabellón Municipal de Hockey de Villafranca del Panadés |
| HC Alpicat             | Alpicat                  | Pavelló Antoni Roure (Parc del Graó)                    |
| Club Patí Vic          | Vic                      | Pavelló Olímpic del CP Vic                              |
| Hoquei Club Sant Just  | San Justo Desvern        | Complejo Deportivo Municipal La Bonaigua                |

## Clasificación

### Fase regular
|                                                                   | Equipo                         | Puntos | J  | G  | E | P  | GF  | GC  | DG  |
| ----------------------------------------------------------------- | ------------------------------ | ------ | -- | -- | - | -- | --- | --- | --- |
| 1                                                                 | Fútbol Club Barcelona          | 70     | 25 | 23 | 1 | 1  | 121 | 42  | 79  |
| 2                                                                 | Deportivo Liceo                | 55     | 25 | 18 | 1 | 6  | 81  | 54  | 27  |
| 3                                                                 | Reus Deportiu Virginias        | 51     | 25 | 15 | 6 | 4  | 89  | 54  | 35  |
| 4                                                                 | Igualada Rigat HC              | 40     | 25 | 12 | 4 | 9  | 65  | 54  | 11  |
| 5                                                                 | Parlem Calafell                | 39     | 25 | 12 | 3 | 10 | 76  | 62  | 14  |
| 6                                                                 | CE Noia Freixenet              | 37     | 25 | 10 | 7 | 8  | 64  | 65  | -1  |
| 7                                                                 | Pons Lleida                    | 37     | 25 | 11 | 4 | 10 | 87  | 73  | 14  |
| 8                                                                 | PAS Alcoy                      | 32     | 25 | 9  | 5 | 11 | 63  | 76  | -13 |
| 9                                                                 | CP Voltregà Movento Stern      | 28     | 25 | 7  | 7 | 11 | 71  | 89  | -18 |
| 10                                                                | Recam Làser CH Caldes          | 27     | 25 | 8  | 3 | 14 | 59  | 72  | -13 |
| 11                                                                | Hoquei Club Sant Just          | 25     | 25 | 7  | 4 | 14 | 60  | 82  | -22 |
| 12                                                                | HC Alpicat                     | 25     | 25 | 7  | 4 | 14 | 69  | 86  | -17 |
| 13                                                                | DIGITTECNIC CPV CAPITAL DEL VI | 16     | 25 | 4  | 4 | 17 | 57  | 101 | -44 |
| 14                                                                | Club Patí Vic                  | 15     | 25 | 4  | 3 | 18 | 47  | 99  | -52 |
| Fuente: Federación Española de Patinaje; actualización automática |                                |        |    |    |   |    |     |     |     |

### Playoff

#### Playoffpor el campeonato
|  | Cuartos de final | Cuartos de final        | Cuartos de final | Cuartos de final        | Cuartos de final |   |     | Semifinales           | Semifinales | Semifinales | Semifinales | Semifinales | Semifinales | Semifinales |  |                       | Final                 | Final | Final | Final | Final | Final | Final |  |
|  |                  |                         |                  |                         |                  |   |     |                       |             |             |             |             |             |             |  |                       |                       |       |       |       |       |       |       |  |
|  |                  |                         |                  |                         |                  |   |     |                       |             |             |             |             |             |             |  |                       |                       |       |       |       |       |       |       |  |
|  | 1.º              | Futbol Club Barcelona   | 3 (2)            | 7                       | X                |   |     |                       |             |             |             |             |             |             |  |                       |                       |       |       |       |       |       |       |  |
|  | 1.º              | Futbol Club Barcelona   | 3 (2)            | 7                       | X                |   |     |                       |             |             |             |             |             |             |  |                       |                       |       |       |       |       |       |       |  |
|  | 8.º              | Pas Alcoi               | 3 (0)            | 2                       | X                |   |     |                       |             |             |             |             |             |             |  |                       |                       |       |       |       |       |       |       |  |
|  | 8.º              | Pas Alcoi               | 3 (0)            | 2                       | X                |   | 1.º | Futbol Club Barcelona | 3           | 9           | 4           | X           | X           |             |  |                       |                       |       |       |       |       |       |       |  |
|  |                  |                         |                  |                         |                  |   | 1.º | Futbol Club Barcelona | 3           | 9           | 4           | X           | X           |             |  |                       |                       |       |       |       |       |       |       |  |
|  |                  |                         | 5.º              | Parlem Calafell         | 2                | 1 | 2   | X                     | X           |             |             |             |             |             |  |                       |                       |       |       |       |       |       |       |  |
|  | 4.º              | Igualada Rigat HC       | 5.º              | Parlem Calafell         | 2                | 1 | 2   | X                     | X           | 3           | 1           | 1 (0)       |             |             |  |                       |                       |       |       |       |       |       |       |  |
|  | 4.º              | Igualada Rigat HC       |                  |                         |                  |   |     |                       |             |             |             | 1 (0)       |             |             |  |                       |                       |       |       |       |       |       |       |  |
|  | 5.º              | Parlem Calafell         | 0                | 3                       | 1 (2)            |   |     |                       |             |             |             |             |             |             |  |                       |                       |       |       |       |       |       |       |  |
|  | 5.º              | Parlem Calafell         | 0                | 3                       | 1 (2)            |   |     |                       |             |             |             |             |             |             |  | Futbol Club Barcelona | Futbol Club Barcelona | 6     | 6     | 9     | X     | X     |       |  |
|  |                  |                         |                  |                         |                  |   |     |                       |             |             |             |             |             |             |  | Futbol Club Barcelona | Futbol Club Barcelona | 6     | 6     | 9     | X     | X     |       |  |
|  |                  |                         | Deportivo Liceo  | Deportivo Liceo         | 0                | 3 | 5   | X                     | X           |             |             |             |             |             |  |                       |                       |       |       |       |       |       |       |  |
|  | 2.º              | Deportivo Liceo         | Deportivo Liceo  | Deportivo Liceo         | 0                | 3 | 5   | X                     | X           | 5           | 3           | 2           |             |             |  |                       |                       |       |       |       |       |       |       |  |
|  | 2.º              | Deportivo Liceo         |                  |                         |                  |   |     |                       |             |             |             | 2           |             |             |  |                       |                       |       |       |       |       |       |       |  |
|  | 7.º              | Pons Lleida             | 6                | 2                       | 1                |   |     |                       |             |             |             |             |             |             |  |                       |                       |       |       |       |       |       |       |  |
|  | 7.º              | Pons Lleida             | 6                | 2                       | 1                |   | 2.º | Deportivo Liceo       | 4 (1)       | 4           | 5           | X           | X           |             |  |                       |                       |       |       |       |       |       |       |  |
|  |                  |                         |                  |                         |                  |   | 2.º | Deportivo Liceo       | 4 (1)       | 4           | 5           | X           | X           |             |  |                       |                       |       |       |       |       |       |       |  |
|  |                  |                         | 3.º              | Reus Deportiu Virginias | 4 (0)            | 0 | 4   | X                     | X           |             |             |             |             |             |  |                       |                       |       |       |       |       |       |       |  |
|  | 3.º              | Reus Deportiu Virginias | 3.º              | Reus Deportiu Virginias | 4 (0)            | 0 | 4   | X                     | X           | 3           | 4           | X           |             |             |  |                       |                       |       |       |       |       |       |       |  |
|  | 3.º              | Reus Deportiu Virginias |                  |                         |                  |   |     |                       |             |             |             | X           |             |             |  |                       |                       |       |       |       |       |       |       |  |
|  | 6.º              | CE Noia Freixenet       | 2                | 2                       | X                |   |     |                       |             |             |             |             |             |             |  |                       |                       |       |       |       |       |       |       |  |
|  | 6.º              | CE Noia Freixenet       | 2                | 2                       | X                |   |     |                       |             |             |             |             |             |             |  |                       |                       |       |       |       |       |       |       |  |
|  |                  |                         |                  |                         |                  |   |     |                       |             |             |             |             |             |             |  |                       |                       |       |       |       |       |       |       |  |

#### Playoff9.º y 10.º
|  | Final |  |  |  |  |  |
|  |       |  |  |  |  |  |
|  | 9.º   |  |  |  |  |  |
|  |       |  |  |  |  |  |
|  | 10.º  |  |  |  |  |  |
|  |       |  |  |  |  |  |

#### Playoutpor la permanencia
|  | Final |  |  |  |  |  |
|  |       |  |  |  |  |  |
|  | 11.º  |  |  |  |  |  |
|  |       |  |  |  |  |  |
|  | 12.º  |  |  |  |  |  |
|  |       |  |  |  |  |  |